# Марія Канн
Марія Канн (пол. Maria Kann, 11 травня 1906, Лохвиця — 30 грудня 1995) — польська дитяча письменниця та письменниця-фантастка.

## Біографія
Марія Канн народилася у Лохвиці. Спочатку вона навчалась на гуманітарному факультеті Варшавського університету, відділі полоністики, пізніше закінчила педагогічні курси при університеті. З 1932 року Марія Канн працювала у редакції гарцерського журналу «Skrzydła», і в цьому ж році дебютувала на його сторінках як автор публіцистичних творів. Перший її роман «Лісові чари» (пол. Leśne czary) опублікований у 1934 році. Під час Другої світової війни Марія Канн працювала в підпільній організації, брала участь у випуску підпільного журналу «Wzlot», а також співпрацювала із організацією «Жеґота», яка займалась порятунком євреїв від нацистів. Також під час війни вона стала співзасновником підпільного видавництва «Załoga» і підпільного молодіжного журналу «Wzlot». У післявоєнний час Марію Канн звинуватили в співпраці з нелегальною організацією «Свобода і Незалежність», і близько року вона знаходилась в ув'язненні.
Після виходу з ув'язнення в 1946 році Марія Канн до 1952 року працювала редактором у видавництві «Czytelnik». Одночасно вона активно займається письменницькою діяльністю. Більшість творів письменниці написані для дитячої та молодіжної аудиторії, зокрема ще з довоєнних часів вона розпочала створення низки творів про авіацію («Пілот готовий», пол. Pilot gotów, 1938; «Ранок буде сонячним», пол. Jutro będzie słońce, 1938). У післявоєнний час письменниця написала твори про гарцерів («Гора чотирьох вітрів», пол. Góra czterech wiatrów, 1948; «Найбільший силач», пол. Największy siłacz, 1957). Кілька творів письменниця також присвятила боротьбі поляків за свою незалежність у період Другої світової війни. Марія Канн також створила цикл оповідань про Кампіноську пущу, яка складає значну частину Кампіноського національного парку. У доробку письменниці також є низка творів з історії кібернетики та історії освоєння космосу.
У 1964 році Марія Канн опублікувала свій єдиний науково-фантастичний роман «Блакитна планета» (пол. Błękitna planeta), у якому оповідається про прибуття на Землю іншопланетного космічного корабля із планетної системи Тау Кита, які є нащадками жителів легендарної Атлантиди. У романі нащадки древньої цивілізації стикаються із непорозумінням тодішніх земних реалій, та вимушені покинути планету своїх предків, хоча й з надією на повернення на неї в майбутньому. Цей роман у 1967 році перекладений українською мовою Валерією Врублевською.
Померла Марія Канн 30 грудня 1995 року. Вже після смерті письменниці вийшов її автобіографічний твір «Кордони світу» (пол. Granice świata).

## Вибрана бібліографія
- Лісові чари (пол. Leśne czary, 1934)
- Пілот готовий (пол. Pilot gotów, 1938)
- Ранок буде сонячним, (пол. Jutro będzie słońce, 1938)
- Гора чотирьох вітрів (пол. Góra czterech wiatrów, 1948)
- Вантові (пол. Wantule, 1953)
- Дуявиця (пол. Dujawica, 1956)
- Блакитна планета (пол. Błękitna planeta, 1964)
- Подорож у часі та просторі (пол. Podróż w czasie i przestrzeni, 1972)
- Вірна пуща (пол. Wierna puszcza, 1972)
- Літературні подорожі в космос (пол. Literackie wyprawy w kosmos, 1975—1976)
- Кордони світу (пол. Granice świata, 2000)